# Мостовский, Богдан Станислав
Богдан-Станислав Эдуардович граф Мостовский (1826 — 30.05.1873) — крупный землевладелец Вилейского уезда Виленской губернии.

## Биография
В наследство от родителей Богдан Мостовский получил 2 имения: Олешин с фольварком Ромашов и Лучай. В состав имения Лучай входили деревни Карповичи, Васевичи, Кознадиово, Дашки, Лисицы, Кукиши, Гавриловичи.
В 1858 году в имении Лучай вспыхнул крестьянский бунт, известный в истории как первый Лучайский бунт.
В 1861 году в имении Олешин с фольварком Ромашов  насчитывалось 310 крепостных душ мужского пола (в том числе 4 дворовых) и 57 дворов, в том числе 37 издельных и 20 оброчных. Всего удобной земли в имении было 1140 десятин (по 3,67 десятины на душу). Величина денежного оброка со двора была от 25 рублей до 40 рублей. Натуральные повинности выполнялись с каждого двора следующие: по ½ гуся, по 1 курице, 20 яиц и 1-й четверти золы. Пригона отбывалось 156 дней со двора для крепостных душ мужского пола и 104 дня для душ женского пола. Сгона было по 3 дня с рабочих душ мужского и женского пола, по 12 с двора.
Имение Лучай насчитывало  1325 крепостных душ мужского пола (в том числе 17 дворовых) и 224 двора, в том числе 173 издельных и 51 оброчных. Всего удобной земли в имении было 4480 десятин (по 3,33 десятины на душу). Повинности у крестьян были аналогичные, как и в имении Олешин. 
30 мая 1873 года граф Богдан Мостовский, после продолжительной болезни, умер в Кракове.

## Семья
Отец — Эдуард Мостовский, владелец имения Церклишки Свенцянского уезда (совр. Цирклишкис).
Мать — Клементина Ванькович, дочь минского маршалка Антония Ваньковича и Анны из Солтанов.
Младший брат — Владислав Мостовский, владелец имения Церклишки. Два других брата умерли в младенческом возрасте.
Жена — Софья Хоминская.
В 1866 году умерла трехлетняя дочь графа Богдана Мостовского — трёхлетняя Анна Мостовская.